# Pankaj Tripathi
Pankaj Tripathi (nacido el 28 de septiembre de 1976) es un actor indio que trabaja en el cine hindi y también ha aparecido en películas en inglés, telugu y tamil. Tripathi se ha establecido como uno de los actores notables del cine hindi. Ha recibido varios premios, incluido un Premio Nacional de Cine, un Premio Filmfare, un Premio Screen y un Premio IIFA.
Nació en Gopalganj, Bihar, Tripathi se matriculó en la Escuela Nacional de Drama de donde se graduó y se mudó a Mumbai en 2004. Tripathi hizo un papel no acreditado en la película Run (2004) e hizo varios papeles menores en películas como Raavan (2010) y Agneepath (2012) y en series de televisión como Powder.
En 2021, Pankaj fue nuevamente nominado dos veces al premio Filmfare al mejor actor de reparto por sus papeles en la aclamada por la crítica Mimi y el drama deportivo 83. Ganó el premio por Mimi. Tripathi saltó a la fama con su papel de sultán en Gangs of Wasseypur de Anurag Kashyap. Desde entonces, ha aparecido en películas como actor de reparto, incluidas Singham Returns (2014), Kaala (2018), Extraction (2020) y 83 (2021). Tripathi recibió elogios generalizados de la crítica por múltiples películas, incluidas Fukrey (2013), Masaan (2015), Nil Battey Sannata (2016), Bareilly Ki Barfi (2017), Newton (2017), Fukrey Returns (2017), Stree (2018), Ludo (2020), Kaagaz (2021) y Mimi (2021), la última de las cuales ganó el Premio Filmfare al Mejor Actor de Reparto. Para Newton, Tripathi ganó varios premios, incluido un Premio Nacional de Cine - Mención Especial. Ha protagonizado series web como Mirzapur, Criminal Justice, Yours Truly y Criminal Justice: Behind Closed Doors.

## Primeros años
Tripathi nació el 28 de septiembre de 1976 en una familia de brahmanes hindúes de habla bhojpuri en la aldea de Belsand de Barauli, Bihar en el distrito de Gopalganj en el estado indio de Bihar, de Pandit Benares Tiwari y Hemwanti Tiwari como el menor de sus cuatro hijos. Su padre trabaja como granjero y sacerdote hindú. Tripathi también trabajó como agricultor con su padre hasta que estuvo en el grado 11 de la escuela. Durante las temporadas festivas, solía representar el papel de una niña en la obra de teatro local (natak) de su aldea. Se mudó a Patna después de la escuela secundaria, donde estudió en el Instituto de Administración Hotelera, Hajipur. Después de su estadía de siete años en Patna, se mudó a Delhi para inscribirse en la Escuela Nacional de Drama, donde se graduó en 2004.

## Vida profesional
Tripathi se mudó a Mumbai en 2004. Su primer papel allí fue el de un político en un anuncio de té Tata y luego un papel no acreditado en la película Run. Al comienzo de su carrera, interpretó principalmente papeles antagonistas y se convirtió en sinónimo de personajes de gánsteres. Apareció en varias películas hindi en papeles menores, incluidos Apaharan (2005), Bunty Aur Babli (2005), Omkara (2006), Shaurya (2008), Raavan (2010), Aakrosh (2010), Chillar Party (2011) y Agneepath (2012). En 2008, también actuó en la serie de televisión Bahubali, y más tarde en Powder en Sony TV, así como en algunas series de televisión (teatros diarios) como Gulaal y Sarojini - Ek Nayi Pehal.
En 2012, interpretó su primer papel importante en pantalla como sultán en las películas Gangs of Wasseypur. Tripathi ganó popularidad tras el lanzamiento de las películas Gangs of Wasseypur. Su primera película como actor principal fue Gurgaon en 2017, a la que siguió su papel en Kaagaz (2021). Su película Newton de 2017 fue la entrada oficial de India para el Premio de la Academia en la categoría de mejor película extranjera. Tripathi debutó en el cine tamil con la película Kaala, que se estrenó el 7 de junio de 2018.
Incluso tras obtener mayor popularidad, Tripathi siguió apareciendo en papeles menores en películas como Dabangg 2, Gunday, Singham Returns y Dilwale .
En el año 2017, apareció en algunos papeles importantes en películas aclamadas por la crítica como Bareilly Ki Barfi y Fukrey Returns. Al año siguiente, apareció en la película más rentable de ese año, Stree.
Tripathi también actuó junto a Randeep Hooda en Extraction, un original de Netflix protagonizado por Chris Hemsworth en el año 2020. En el mismo año, fue nominado dos veces al premio Filmfare al mejor actor de reparto por sus actuaciones en Gunjan Saxena: The Kargil Girl y Ludo.
Fue en 2021, Pankaj nuevamente nominado en dos ocasiones al premio Filmfare al mejor actor de reparto por sus papeles en Mimi y el drama deportivo 83, aclamados por la crítica. Ganó el premio por Mimi.
También protagonizó papeles protagónicos en la serie web de Amazon Prime del 2018 Mirzapur (temporadas 1 y 2) y la serie web de Netflix del 2019 Sacred Games. También apareció en la serie de televisión Criminal Justice del 2019 como abogado. También apareció en Criminal Justice: Behind Closed Doors en 2020 y Criminal Justice: Adhura Sach en 2022, retomando su papel de la temporada 1.
Aparecerá como el ex primer ministro Shree Atal Bihari Vajpayee Ji en la próxima película biográfica Main Atal Hoon, que se estrenará en 2023. También aparecerá en OMG 2 junto a Akshay Kumar y Fukrey 3 en 2023.

## Vida privada
Tripathi conoció a Mridula durante una ceremonia de boda en 1993 cuando ambos estaban en la escuela y luego se casaron el 15 de enero de 2004. Se mudaron a Mumbai después de su matrimonio y en 2006 tuvieron una hija llamada Aashi Tripathi.

## Películas

### Cine
| Año  | Título                                 | Personaje                         | Notas                                                                    | Ref(s)                      |
| ---- | -------------------------------------- | --------------------------------- | ------------------------------------------------------------------------ | --------------------------- |
| 2003 | Chigurida Kanasu                       | Pankaj                            | Uncredited role; Kannada film                                            |                             |
| 2004 | Run                                    | Unnamed                           | Uncredited role                                                          |                             |
| 2005 | Apaharan                               | Gaya Singh's Crony                |                                                                          |                             |
| 2006 | Omkara                                 | Kichlu                            |                                                                          |                             |
| 2007 | Dharm                                  | Suryaprakash                      |                                                                          |                             |
| 2008 | Mithya                                 | Tipnis                            |                                                                          |                             |
| 2008 | Shaurya                                | Major Virendra Rathore            |                                                                          |                             |
| 2009 | Chintu Ji                              | Paplu Yadav                       |                                                                          |                             |
| 2009 | Barah Aana                             | Inspector                         |                                                                          |                             |
| 2009 | Pyaar Bina Chain Kaha Re               | Villano                           | Bhojpuri film                                                            |                             |
| 2010 | Valmiki Ki Bandook                     | BDO Tripathi                      | Cortometraje                                                             |                             |
| 2010 | Raavan                                 | Gulabiya                          |                                                                          |                             |
| 2010 | Aakrosh                                | Kishore                           |                                                                          |                             |
| 2011 | Chillar Party                          | Secretary Dubey                   |                                                                          |                             |
| 2012 | Agneepath                              | Surya                             |                                                                          |                             |
| 2012 | Gangs of Wasseypur – Part 1            | Sultan Qureshi                    |                                                                          |                             |
| 2012 | Gangs of Wasseypur – Part 2            | Sultan Qureshi                    |                                                                          |                             |
| 2012 | Dabangg 2                              | Filawar                           |                                                                          |                             |
| 2013 | ABCD: Any Body Can Dance               | Vardha Bhai                       |                                                                          |                             |
| 2013 | Rangrezz                               | Brijbihari Pande                  |                                                                          |                             |
| 2013 | Fukrey                                 | Pandit                            |                                                                          |                             |
| 2013 | Anwar Ka Ajab Kissa                    | Amol                              |                                                                          |                             |
| 2013 | Maazii                                 | Rathiji                           |                                                                          |                             |
| 2013 | Janta v/s Janardan – Bechara Aam Aadmi |                                   |                                                                          |                             |
| 2013 | Doosukeltha                            | Dilleeswara Rao                   | Telugu film                                                              |                             |
| 2014 | Gunday                                 | Lateef                            |                                                                          |                             |
| 2014 | Singham Returns                        | Altaf                             |                                                                          |                             |
| 2015 | Manjhi – The Mountain Man              | Ruab                              |                                                                          |                             |
| 2015 | Life Biryani                           |                                   |                                                                          |                             |
| 2015 | Masaan                                 | Sadhya Ji                         |                                                                          |                             |
| 2015 | Dilwale                                | Anwar                             |                                                                          |                             |
| 2016 | Nil Battey Sannata                     | Principal Srivastava              |                                                                          |                             |
| 2016 | Global Baba                            | Damru                             |                                                                          |                             |
| 2016 | Mango Dreams                           | Salim                             | English film                                                             |                             |
| 2017 | Coffee with D                          | Girdhari                          |                                                                          |                             |
| 2017 | Anaarkali of Aarah                     | Rangeela                          |                                                                          |                             |
| 2017 | Newton                                 | Atma Singh                        | Nominated – Filmfare Award for Best Supporting Actor                     |                             |
| 2017 | Gurgaon                                | Kehri Singh                       |                                                                          |                             |
| 2017 | Bareilly Ki Barfi                      | Narottam Mishra                   |                                                                          |                             |
| 2017 | Fukrey Returns                         | Pandit                            |                                                                          |                             |
| 2017 | Munna Michael                          | Balli                             |                                                                          |                             |
| 2018 | Kaalakaandi                            |                                   |                                                                          | [ 3 ]                       |
| 2018 | Kaala                                  | Pankaj Patil                      | Tamil film                                                               |                             |
| 2018 | Angrezi Mein Kehte Hain                | Feroz                             |                                                                          | [ 4 ]                       |
| 2018 | Phamous                                | Tripathi                          |                                                                          | [ 5 ] [ 6 ]                 |
| 2018 | Stree                                  | Rudra                             | Nominated – Filmfare Award for Best Supporting Actor                     |                             |
| 2018 | Harjeeta                               | Coach                             | Punjabi film                                                             |                             |
| 2018 | Bhaiaji Superhit                       | Builder Gupta                     |                                                                          | [ 7 ]                       |
| 2018 | Yours Truly                            | Vijay                             | Released on Zee5                                                         | [ 8 ]                       |
| 2019 | Luka Chuppi                            | Babulal                           |                                                                          | [ 9 ] [ 10 ]                |
| 2019 | The Tashkent Files                     | Gangaram Jha                      |                                                                          | [ 11 ] [ 12 ]               |
| 2019 | Super 30                               | Shri Ram Singh                    |                                                                          | [ 13 ] [ 14 ] [ 15 ] [ 16 ] |
| 2019 | Kissebaaz                              | Chuttan Shukla                    |                                                                          | [ 17 ] [ 18 ] [ 19 ] [ 20 ] |
| 2019 | Arjun Patiala                          | Film Producer                     | Cameo                                                                    | [ 21 ] [ 22 ] [ 23 ]        |
| 2019 | Drive                                  | Hamid                             | Released on Netflix                                                      |                             |
| 2020 | Angrezi Medium                         | Tony                              |                                                                          | [ 24 ]                      |
| 2020 | Extraction                             | Ovi Mahajan Sr.                   | Released on Netflix; English film                                        | [ 25 ]                      |
| 2020 | Gunjan Saxena: The Kargil Girl         | Anup Saxena                       | Released on Netflix Nominated – Filmfare Award for Best Supporting Actor | [ 26 ] [ 27 ] [ 28 ]        |
| 2020 | Ludo                                   | Satyendra "Sattu Bhaiya" Tripathi |                                                                          | [ 29 ] [ 30 ] [ 31 ]        |
| 2020 | Shakeela                               | Salim                             |                                                                          | [ 32 ]                      |
| 2021 | Kaagaz                                 | Lal Bihari                        | Released on Zee5                                                         |                             |
| 2021 | Mimi                                   | Bhanu                             | Released on Netflix Filmfare Award for Best Supporting Actor             |                             |
| 2021 | Bunty Aur Babli 2                      | Jatayu Singh                      |                                                                          | [ 33 ]                      |
| 2021 | 83                                     | PR Man Singh                      | Nominated – Filmfare Award for Best Supporting Actor                     | [ 34 ] [ 35 ]               |
| 2022 | Bachchhan Paandey                      | Bhaves Bhoplo                     |                                                                          | [ 36 ] [ 37 ]               |
| 2022 | Sherdil: The Pilibhit Saga             | Ganga Ram                         |                                                                          | [ 38 ]                      |
| 2023 | OMG 2                                  | —                                 | Completed                                                                | [ 39 ]                      |
| 2023 | Fukrey 3                               | Pandit                            | Sequel of Fukrey Returns                                                 | [ 40 ]                      |
| 2023 | Main Atal Hoon                         | Atal Bihari Vajpayee              | Filming                                                                  | [ 41 ]                      |

### Televisión
| Año     | Título                      | Role                 |        |
| ------- | --------------------------- | -------------------- | ------ |
| 2005    | bomba de tiempo 9/11        | Oficial RAW Tripathi |        |
| 2010-11 | Zindagi Ka Har Rang. Gulaal | Giga Kaká            |        |
| 2010    | Polvo                       | Naved Ansari         |        |
| 2015-16 | Sarojini - Ek Nayi Pehal    | Dushyant Singh       | [ 42 ] |

### Series web
| Año           | Título                           | Rol                                 | Plataforma              |        |
| ------------- | -------------------------------- | ----------------------------------- | ----------------------- | ------ |
| 2018-2019     | Juegos Sagrados                  | Khanna Guruji                       | netflix                 | [ 43 ] |
| 2018-presente | Mirzapur                         | Akhandan y "Kaleen Bhaiya" Tripathi | Vídeo de Amazon Prime   | [ 44 ] |
| 2019          | Justicia penal                   | Madhav Mishra                       | Estrella de Disney Plus | [ 45 ] |
| 2020          | Justicia penal: a puerta cerrada | Madhav Mishra                       | Estrella de Disney Plus | [ 46 ] |
| 2022          | Justicia penal: Adhura Sach      | Madhav Mishra                       | Estrella de Disney Plus | [ 47 ] |
| 2022          | Cuentos de Gulkanda              | por confirmar                       | Vídeo de Amazon Prime   |        |

## Premios
| Año                   | Premio                                                   | Obra nominada                    | Categoría                                     | Resultado       | Ref.            |
| premios de cine       | premios de cine                                          | premios de cine                  | premios de cine                               | premios de cine | premios de cine |
| --------------------- | -------------------------------------------------------- | -------------------------------- | --------------------------------------------- | --------------- | --------------- |
| 2018                  | Premios de la Academia Internacional de Cine de la India | newton                           | Mejor actor de reparto                        | Nominado        | [ 48 ]          |
| 2019                  | Premios de la Academia Internacional de Cine de la India | Calle                            | Mejor actor de reparto                        | Nominado        | [ 49 ]          |
| 2022                  | Premios de la Academia Internacional de Cine de la India | Ludo                             | Mejor actor de reparto                        | Ganador         | [ 50 ]          |
| 2022                  | Premios de la Academia Internacional de Cine de la India | 83                               | Mejor actor de reparto                        | Nominado        | [ 51 ]          |
| 2018                  | Premios Filmfare                                         | newton                           | Mejor actor de reparto                        | Nominado        | [ 52 ]          |
| 2019                  | Premios Filmfare                                         | Calle                            | Mejor actor de reparto                        | Nominado        | [ 53 ]          |
| 2021                  | Premios Filmfare                                         | Gunjan Saxena: La chica Kargil   | Mejor actor de reparto                        | Nominado        | [ 54 ]          |
| 2021                  | Premios Filmfare                                         | Ludo                             | Mejor actor de reparto                        | Nominado        | [ 54 ]          |
| 2022                  | Premios Filmfare                                         | 83                               | Mejor actor de reparto                        | Nominado        | [ 55 ]          |
| 2022                  | Premios Filmfare                                         | Mimí                             | Mejor actor de reparto                        | Ganador         |                 |
| 2018                  | Premios Nacionales de Cine                               | newton                           | Mención especial                              | Ganador         | [ 56 ]          |
| 2018                  | Premios de pantalla                                      | newton                           | Mejor actor de reparto                        | Nominado        | [ 57 ]          |
| 2019                  | Premios de pantalla                                      | calle                            | Mejor actor de reparto                        | Ganador         | [ 58 ]          |
| 2013                  | Premios Zee Cine                                         | Pandillas de Wasseypur           | Mejor actuación en un papel negativo          | Nominado        | [ 59 ]          |
| 2019                  | Premios Zee Cine                                         | Calle                            | Mejor actor de reparto - Masculino            | Nominado        | [ 60 ]          |
| Premios de televisión |                                                          |                                  |                                               |                 |                 |
| 2021                  | Premios de la Academia de Televisión de la India         | Mirzapur                         | Mejor actor - Serie web                       | Ganador         | [ 61 ]          |
| 2019                  | Premios iReel                                            | Mirzapur                         | Mejor actor dramático                         | Ganador         | [ 62 ]          |
| 2020                  | Premios Filmfare OTT                                     | Juegos Sagrados 2                | Mejor actor de reparto en una serie dramática | Nominado        | [ 63 ]          |
| 2021                  | Premios Filmfare OTT                                     | Mirzapur 2                       | Nominado                                      | [ 64 ]          |                 |
| 2021                  | Premios Filmfare OTT                                     | Kaagaz                           | Mejor actor en una película original web      | [ 64 ]          | Nominado        |
| 2021                  | Premios Filmfare OTT                                     | Justicia penal: a puerta cerrada | Mejor actor en una serie dramática            | [ 64 ]          | Nominado        |